# Burgerspital

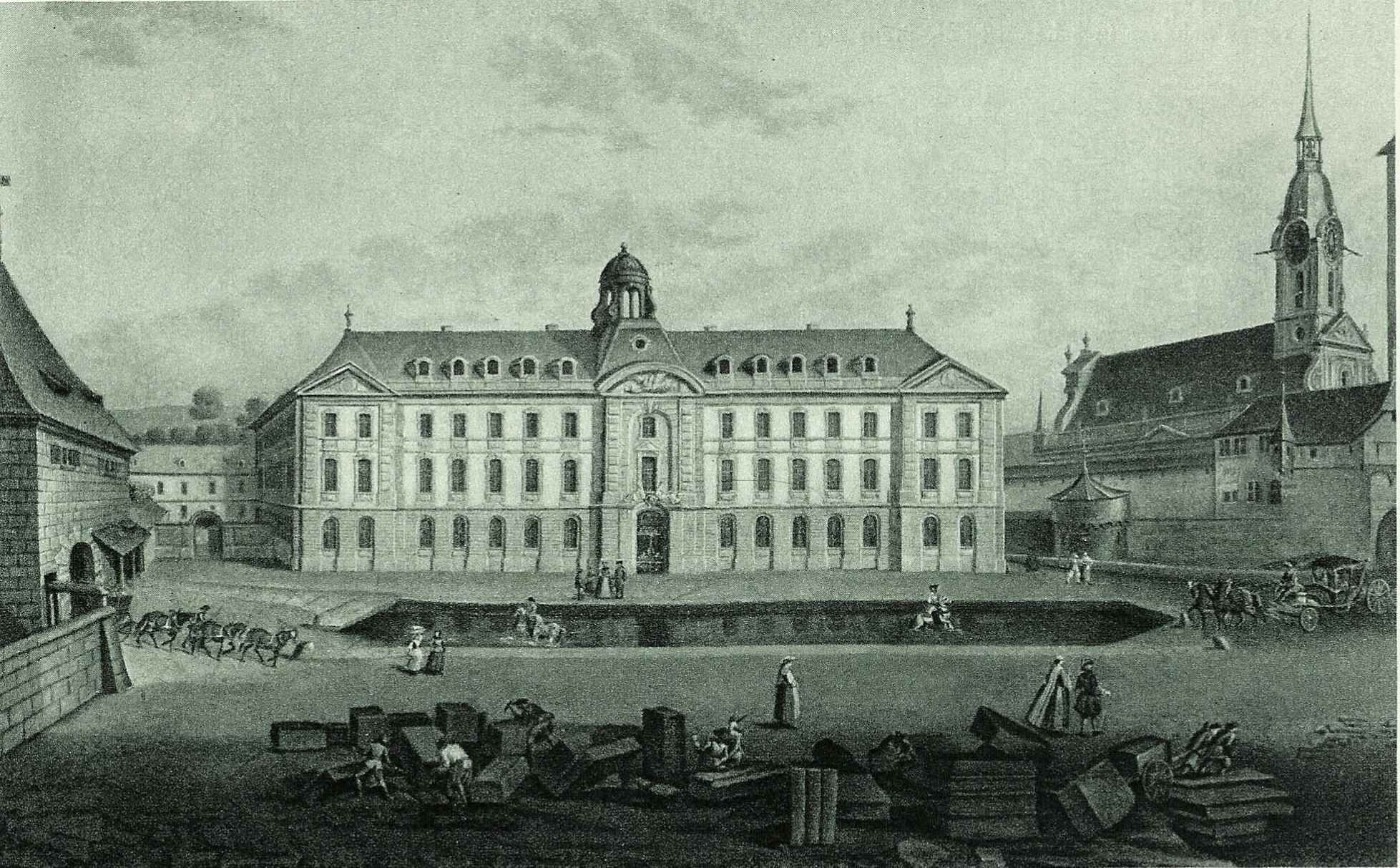
Das Burgerspital, Gemälde von Johann Grimm (1742).

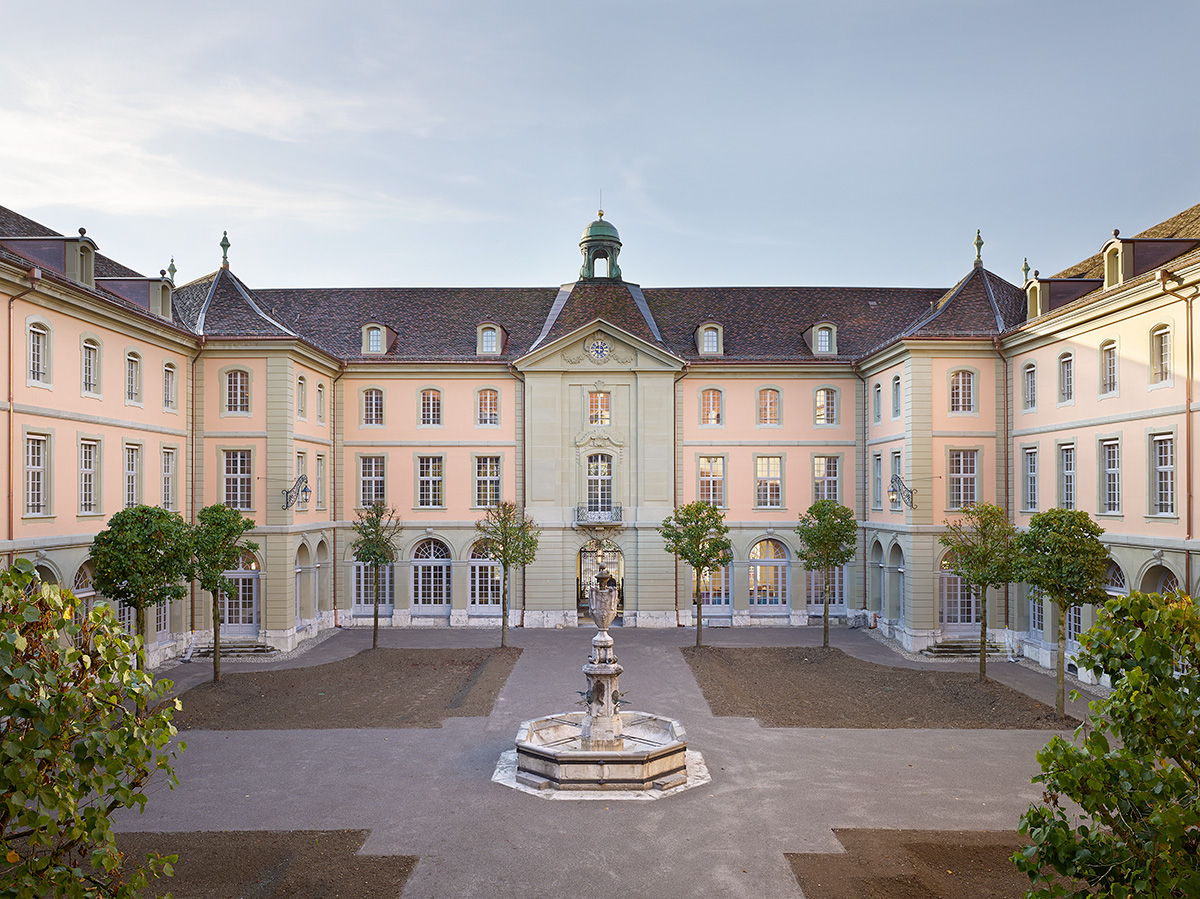
Innenhof nach der Renovation 2012–2014

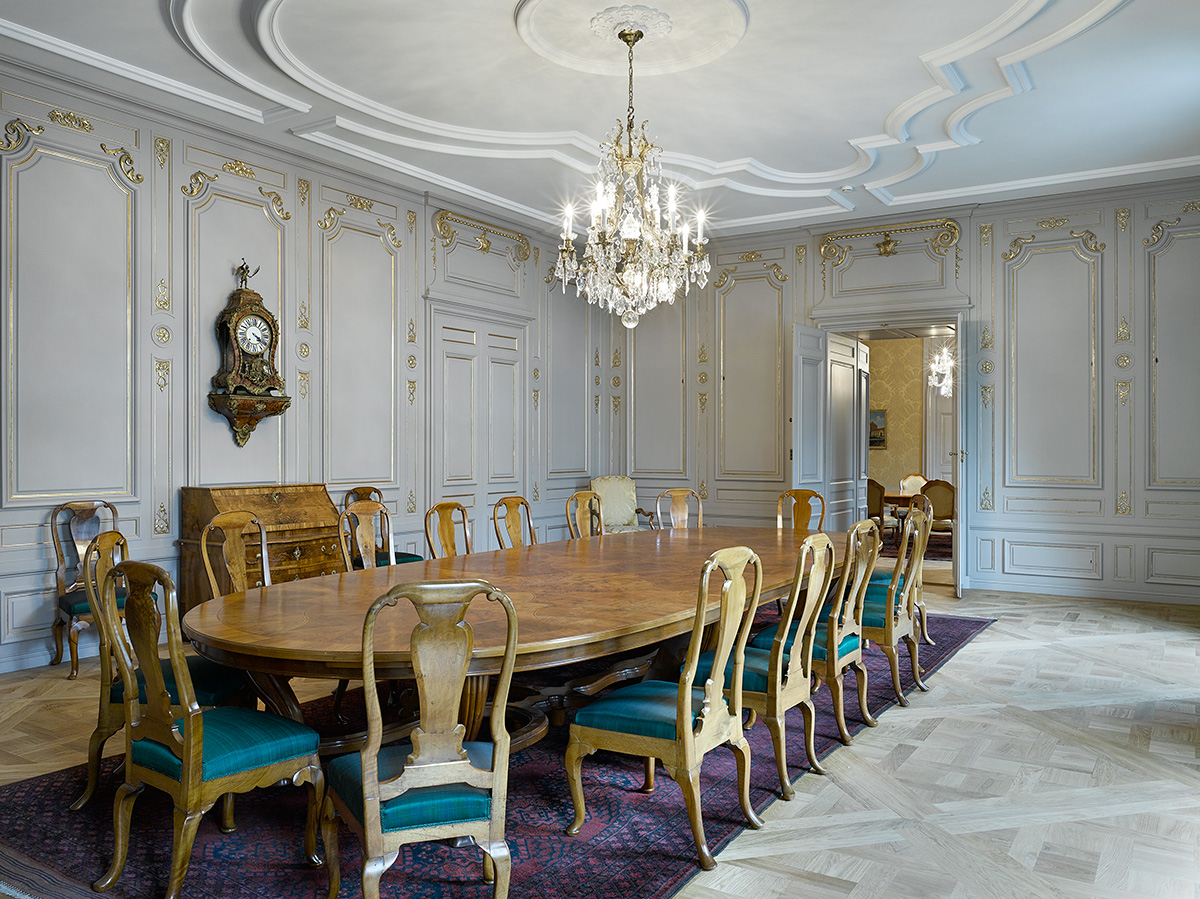
Direktionszimmer (2013)

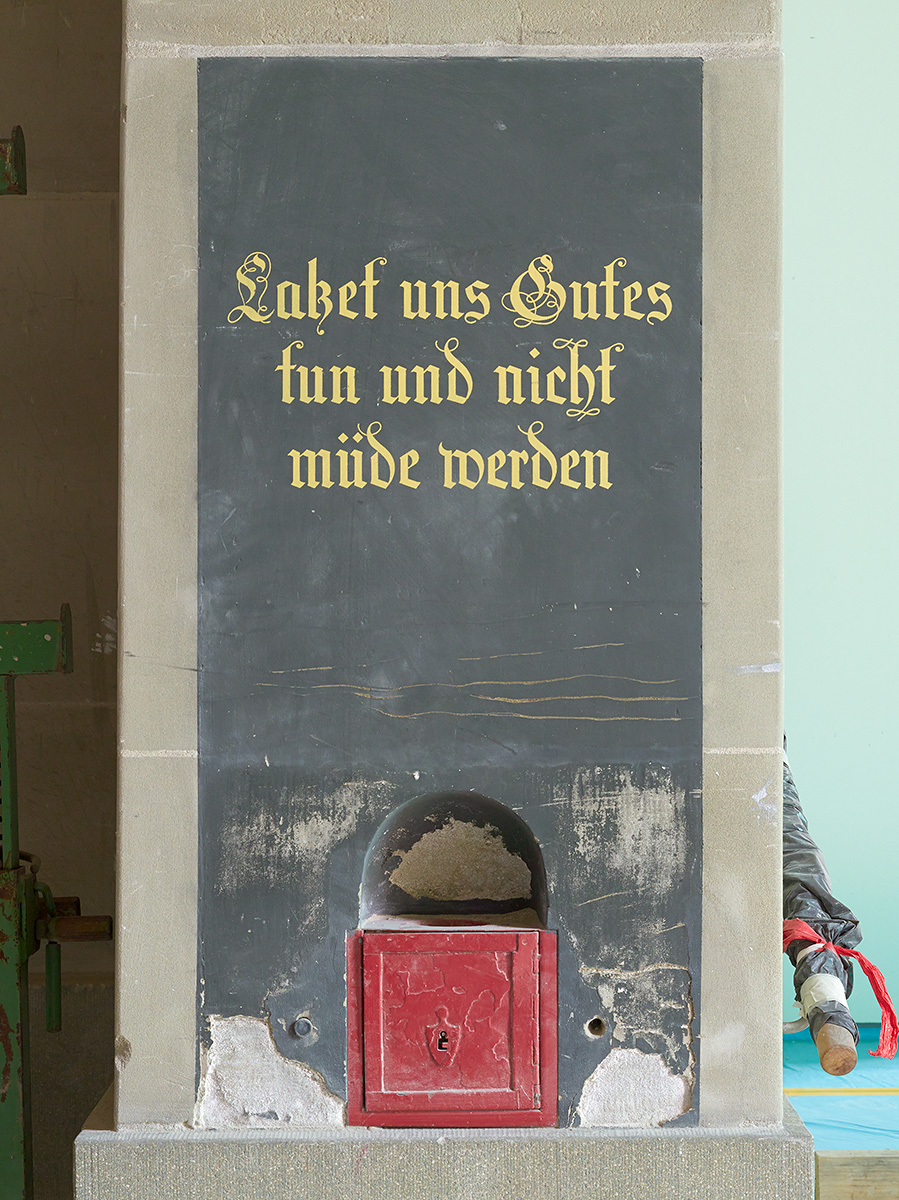
Opferstock beim Haupteingang

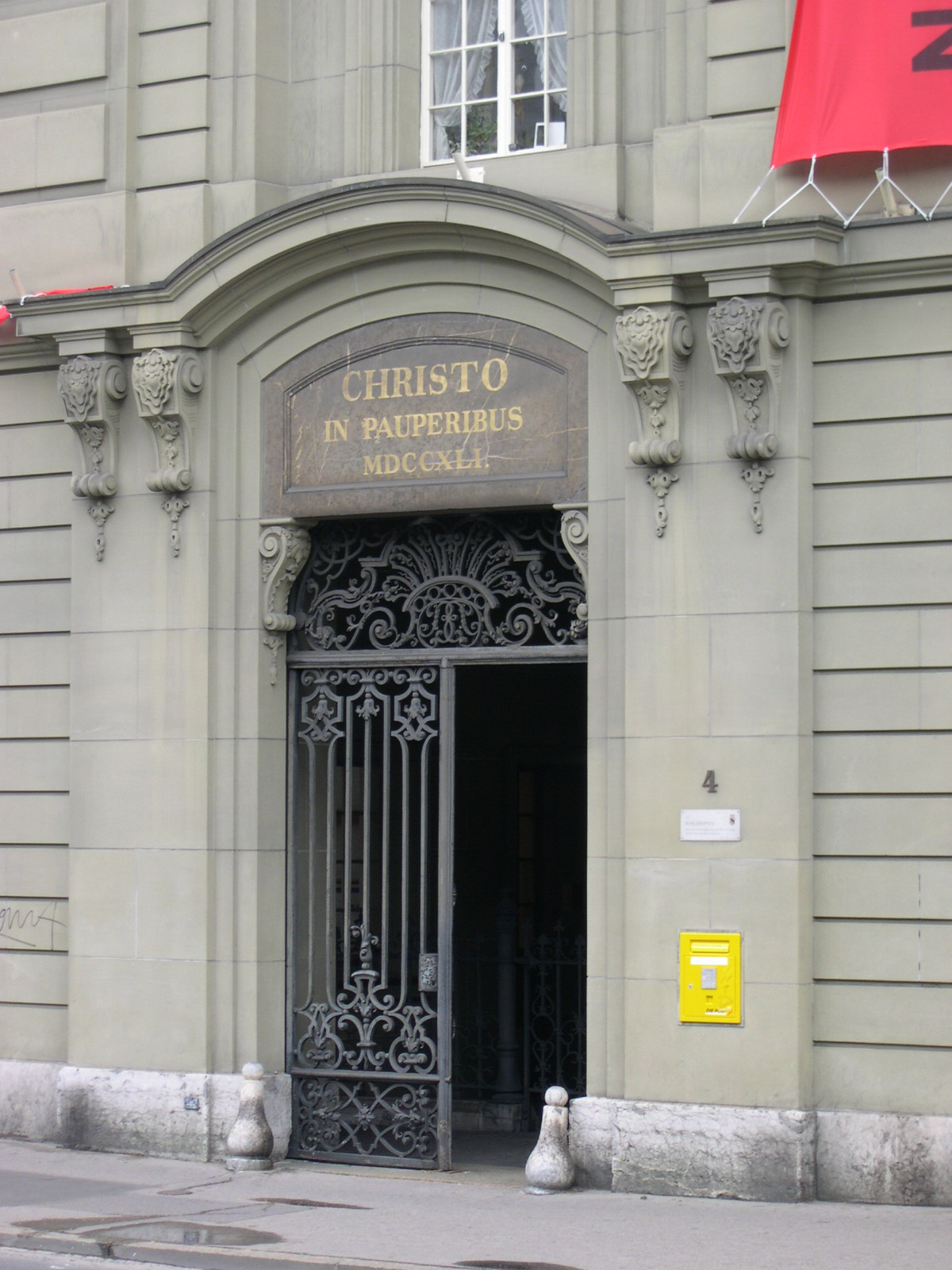
Hauptportal mit Inschrift

Das Burgerspital (berndeutsch: Der Burgerspittel) war ein Altersheim für Angehörige der Burgergemeinde Bern am Bubenbergplatz im Zentrum der Stadt Bern. Unter dem Namen „Der Burgerspittel“ werden inzwischen zwei Altersinstitutionen betrieben.

## Geschichte
Das Burgerspital war der Rechtsnachfolger des Grossen Spitals, das 1307 von der Stadt Bern als Unteres Spital (Niederes Spital) gegründet, 1528 im ehemaligen Dominikanerkloster untergebracht war und 1742 den Neubau am Bubenbergplatz bezog. 1715 wurde das 1288 gegründete Obere Spital (das vormalige Heiliggeistspital) mit dem Grossen Spital fusioniert. Zu den Ländereien des Burgerspitals gehörte seit der Reformation unter anderem die St. Petersinsel mit dem ehemaligen Cluniazenserpriorat. Von 1846 bis zur Einweihung der St. Ursula’s Church (Bern) im Kirchenfeldquartier am 20. September 1906 wurden in der Kapelle des Burgerspitals gelegentlich anglikanische Gottesdienste gefeiert. Die Archivalien des Burgerspitals sind in der Burgerbibliothek Bern öffentlich zugänglich.
Seit den 1990er-Jahren reorganisierte die Burgergemeinde Bern die ins Mittelalter zurückreichende Institution Burgerspital. Die Verwaltung des ehemaligen Klostergebäudes und des Weingutes auf der St. Petersinsel sowie die Verwaltung der spitaleigenen Liegenschaften («Spitaleinzieherei») wurden administrativ vom Burgerspital abgetrennt. 
2009 wurde das Weingut mit der Vermarktung in Pacht ans Rebgut der Stadt Bern abgegeben. Gleichzeitig wurden das Burgerspital und das Burgerheim (im Viererfeld) unter dem neuen Namen Der Burgerspittel fusioniert und erhielt anstelle des seit den Anfängen des Spitals verwendeten Wappens ein neues Logo. Durch die Fusion und neue Namensgebung (Der Burgerspittel am Bahnhofplatz sowie Der Burgerspittel im Viererfeld) bleibt der Begriff «Burgerspittel» erhalten, obwohl die Institution an sich in ihrer tradierten Form nicht mehr existiert.
Nach zwei Volksbeschlüssen, am 17. Dezember 2008 und am 16. Dezember 2009, wurde das Gebäude in den Jahren 2012–2014 erstmals umfassend renoviert, auch im Hinblick seiner teilweisen Umnutzung. Seit Abschluss der Bauarbeiten Ende 2014 befinden sich unter dem Dach des Burgerspitals das Berner Generationenhaus, weite Teile der Burgerverwaltung (Präsidium, Burgerkanzlei, Finanzverwaltung, Burgerliches Sozialzentrum und Domänenverwaltung) und die Alterseinrichtung Der Burgerspittel am Bahnhofplatz mit seinen 35 Pflegeplätzen.

## Berner Generationenhaus
Das Berner Generationenhaus ist ein Projekt der Burgergemeinde Bern im Burgerspital, das ein Ort der Begegnung und des Dialogs sein will. Mit seinem Angebot will es den gesellschaftlichen Zusammenhalt und die Beziehungen zwischen den Generationen stärken. Es richtet den Fokus auf Themen, die Generationen bewegen, und lädt mit Veranstaltungen und Ausstellungen zum Dialog ein. Der Innenhof und das Erdgeschoss mit der Cafébar sind öffentlich zugänglich. Unter seinem Dach vereint das Berner Generationenhaus ausgewählte soziale Institutionen wie Job Caddie, benevol Kanton Bern, Mütter- und Väterberatung Bern, Pro Senectute Bern und viele mehr. Das Angebot umfasst Information, Beratung, Bildung und Lebenshilfe für alle Generationen. Im Dachgeschoss bietet das Berner Generationenhaus Räume für Veranstaltungen, Konferenzen, Workshops und Bankette. In der zum Burgerspital gehörigen Spittelkapelle finden regelmässig Gottesdienste und kulturelle Veranstaltungen statt.

## Bau
Das dreigeschossige Gebäude aus Berner Sandstein mit einem grossen Innenhof gilt als der schönste Barockbau Berns. Nach einem Projekt von Joseph Abeille wurde es ab 1732 unter der Bauleitung von Niklaus Schiltknecht und nach dessen Tod im Januar 1735 unter derjenigen von Samuel Lutz errichtet und 1742 fertiggestellt. Die über dem Hauptportal angebrachte lateinische Inschrift Christo in pauperibus (etwa: «Dem Herrn dienen, indem man den Armen dient») soll auf Albrecht von Haller zurückgehen. Ihre biblische Grundlage bildet eine Aussage Jesu, die im Matthäusevangelium überliefert ist: «Wahrlich ich sage euch: Was ihr getan habt einem von diesen meinen geringsten Brüdern, das habt ihr mir getan» (Matthäus 25, 34–40).
Zum Burgerspital gehört eine Kapelle, die gegen Ende des 19. Jahrhunderts von der Nordwestecke des Hauptgebäudes ins hintere Gebäude verlegt wurde. Bemerkenswert ist das prunkvolle Direktionszimmer mit getäfelten Wänden in Weiss und Gold.

## Archiv
- Archiv des Burgerspitals im Katalog der Burgerbibliothek Bern